# 山中井野
山中井野（山中いの，Yamanaka Ino）是日本动漫火影忍者中的一个女忍者。

## 关于名字
在日本有“野猪”的意思。動畫415話能看出山中一族善於運用身心轉換術控制野豬群中的領導者以籌備糧食。

## 人物

### 個人檔案
- 性格：任性、心地善良、嘴上愛逞強、豪爽、心思細膩
- 喜歡的食物：小蕃茄、布丁
- 討厭的食物：生魚片
- 喜歡的字句：各種花語
- 父親：山中亥一
- 丈夫：佐井
- 兒女：山中井陣
- 興趣：購物
- 喜歡的對象：宇智波佐助(過去) / 佐井(現在)
- 希望交手的對象：春野櫻
- 查克拉屬性：水、土、陽、陰[1]
- 忍者學校畢業年齡: 12
- 中忍升級年齡：14

### 外貌與身世
外型艷麗的金髮美女，淺金色的頭髮與碧色雙眼遺傳自父親。和猿飞阿斯玛（已故）、奈良鹿丸、秋道丁次為第十小組。由于井野的性格在隊伍中很突出，一開始她并不喜歡和丁次和鹿丸組隊，在多次團隊合作中漸漸地培養了許多默契，三人傳承了豬鹿蝶的封號。
在同屆生中，井野表現優秀。作為山中一族花店店主的女兒，井野掌握了花艺，同時也精通家族忍術。

## 在动漫中的表现

### 第一部

#### 中忍考试篇
第一場的筆試時，伊諾對阿櫻施展心轉身術，窺看考卷上的答案。
第二場考試期間，第十小組本來想尋找弱者搶奪卷軸，卻意外看見阿櫻與音忍的戰鬥。目睹阿櫻為了逃脫金而割斷留了許久的頭髮後，伊諾決定與鹿丸和長治加入戰鬥，伊諾以心轉身術控制住金的身體迫使音忍投降。薩克與托斯卻毫不猶豫地進攻，使得戰鬥更加複雜。直到佐助甦醒後，第十小組才脫離戰鬥，由佐助（狀態一）擊退音忍。
第三場考試的預賽中，伊諾對上阿櫻，互相挑釁後伊諾割斷自己的頭髮（其實是戰術），伺機用注入卓羅的頭髮纏住阿櫻以便施術，阿櫻的精神成功被伊諾佔據，卻在聽見鳴門的一番話而覺醒，破解了心轉身術。最後雙方互毆到體力不支，比賽的結果為平手。伊諾認同了阿櫻，感嘆阿櫻這朵花蕾終於綻放成漂亮的花了，此後閨蜜與競爭對手的關係繼續維持了下去。

### 第二部
第二部中的井野更顯成熟，沒有纏繃帶，重新留回長髮，身材豐滿，服裝也有少許變化。和大部分同屆忍者晉升為中忍，並成為醫療忍者。

#### 守护忍十二士篇
十小队与七小队聚餐时，井野发现了一个七小队的新队员佐井和佐助长的很像，因此对他大有好感。佐井喜欢给别人乱取绰号（他看的某本书上说绰号有助于增进感情），吸取上次小樱的教训后，给井野取名“美女”。这一举动让小樱很不爽（以為在讽刺自己不是美女）。

#### 追捕角都飞段篇
井野和丁次作为支援队参与追捕角都和飞段，却只是见到了弥留之际师傅阿斯玛。虽然知道无力回天，井野还是努力为师傅疗伤。阿斯玛自知不久于人世，给徒弟们留下遗言。他告诉井野，她是个坚强而且乐于助人的女孩，因此可以照顾丁次和鹿丸。他还要井野在忍术和爱情上都不能输给小樱。井野含泪一一答应。阿斯玛死后，井野与鹿丸、卡卡西、丁次一起追捕角都和飞段，为师傅复仇。战斗前用心转身之术控制一只鹰发现了敌人。在鳴人击败角都后，为鳴人疗伤。

#### 三尾出現篇
奉綱手大人的命令，由靜音領軍的封印小組開始發動用來捕獲三尾的結界四方封陣。
雖然在搜尋、封印的過程中，井野略感辛苦，但也在同伴鼓舞下支撐下去。幸好在危難之際，綱手的召喚獸-活蝓
及時趕到，幫眾人傳遞綱手的查克拉以使封印能順利完成。

#### 培因入侵木葉篇
『曉』大舉入侵木葉，她和父親亥一、靜音及另一名暗部逃離培因『畜生道』的追擊，卻被另一名培因『人間道』追蹤。對方突襲並抓住了靜音作威脅，後來親眼見到靜音的靈魂被培因「人間道」抽走，及後鳴人回到木葉，她也在迎接的群眾行列內。

#### 本篇
與紅班、賀意班及阿斯瑪班成員聆聽了小櫻出發前請求保密的事件。鳴人、小櫻、卡卡西回到木葉後，在旁聆聽鳴人與同屆忍者的對話。

#### 忍界戰爭篇
井野被分配到第五部隊 特種戰鬥聯合軍部隊，與犬塚牙、犬塚爪、油女志乃同一隊，並且在出發前吐槽志乃過於低調。鹿丸、井野、丁次聯手對抗擁有「史上最凶惡犯人」之稱的金銀角兄弟，用六道仙人遺留的忍術祕寶『琥珀淨瓶』將金角吸入瓶內，之後三人戰勝了恩師阿斯瑪，並目睹阿斯瑪被封印的場面。在父親死後，運用心傳身術負責傳遞戰場上的所有情報。
在無限月讀的夢中夢見自己被佐助和祭(佐井)追求以及父親沒死並以自己為傲。直至戰爭落幕始脫離無限月讀的狀態，並於事後和其他忍界聯軍哀悼包含寧次在內於該場戰役喪生的忍者們。

#### 結局篇
第四次忍界大戰落幕後不久，井野和手鞠、丁次前往拯救被源吾擄獲的鹿丸，並與被洗腦的祭對戰。井野藉由告訴祭他是自己重要的朋友的方式令祭流淚並趁隙使用心轉身術解除了洗腦，事後和祭約會作為報酬。(鹿丸真傳)
多年後，井野和祭結為夫妻，婚後育有一子井陣，對兒子的教育態度相當嚴格，同時很著重豬鹿蝶秘術的傳承。之後和結為夫妻並育有一女的丁次及輕再度聚會，對於井陣遲候不來一事感到相當生氣。

## 术
| 招式名稱      | 簡介 | 種類       | 等級 |
| ------------- | --- | ---------- | ---- |
| 花手裏劍      | 以花朵代替手裏劍攻擊對方。小時候井野曾以此嚇阻一位經常欺負小櫻的女孩。                                                                         | 忍         | C    |
| 醫療忍術      | 修復傷口及解毒。 | 忍         | B    |
| 掌仙術        | 不論內傷外傷都可靠放出的查可拉達到驚異的回复速度，即使在醫療班中，能使用的人也是極少數。                                                       | 忍         | A    |
| 結界‧四方封陣 | 在《火影忍者》動畫第三百二十三集中使用，是一種能探知型的結界忍術。                                                                             | 封印術、忍 | A    |
| 心轉身術      | 將自己的精神移轉至對方身體裡操縱對方，缺點是操作的身軀受到傷害，也會影響施術者本體。                                                           | 忍         | B    |
| 心亂身術      | 用手的結印和精神控制對方肢體動作。山中一族密傳的忍術，但是僅利用自己的區部意識來控制敵方，自己不會受到任何傷害。                               | 忍         | B    |
| 心轉分身術    | 心轉身術的加強版，可以將自己的精神同時移動至複數個敵人身上，並同時操縱他們。                                                                   | 忍         | B    |
| 感知傳傳      | 將精神感應到的敵人傳輸給隊友的術。 | 忍         | B    |
| 心傳身術      | 可針對特定或一定範圍內的人，與其精神進行直接溝通，甚至可以直接看到影像，亦可使用特殊機器來增加施術範圍，但使用過久會對體內的經絡系統造成傷害。 | 忍         | A    |

### 組合忍術
| 招式名稱 | 簡介                                                         | 種類     | 等級 |
| -------- | ------------------------------------------------------------ | -------- | ---- |
| 肉彈悠悠 | 漫畫633話豬鹿蝶E陣式以此招將鎖定敵方25頭十尾分裂體一次壓爆。 | 秘傳、忍 | A    |